# Nitroplumbita
La nitroplumbita és un mineral de la classe dels carbonats.

## Característiques
La nitroplumbita és un nitrat de fórmula química [Pb₄(OH)₄](NO₃)₄. Va ser aprovada com a espècie vàlida per l'Associació Mineralògica Internacional l'any 2021 i publicada l'any següent. Cristal·litza en el sistema monoclínic.
Les mostres que van servir per a determinar l'espècie, el que es coneix com a material tipus, es troben conservades a les col·leccions mineralògiques del Museu d'Història Natural del Comtat de Los Angeles, a Los Angeles (Califòrnia) amb els números de catàleg: 76147 i 76148.

## Formació i jaciments
Va ser descoberta a la mina Burro, situada al districte miner de Slick Rock, dins el comtat de San Miguel (Colorado, Estats Units). Aquesta mina estatunidenca és l'únic indret de tot el planeta on ha estat descrita aquesta espècie mineral.